# Keissleriella genistae
Keissleriella genistae är en svampart som först beskrevs av Karl Wilhelm Gottlieb Leopold Fuckel, och fick sitt nu gällande namn av E. Müll. 1962. Keissleriella genistae ingår i släktet Keissleriella och familjen Massarinaceae.  Arten är reproducerande i Sverige. Inga underarter finns listade i Catalogue of Life.